# Кинот
Кинот — (ивр. קינות) — это траурный Плач в день Тиша бе-Ав на иврите «9 ава» (самый скорбный день в еврейской истории, связанный с разрушением 1 и 2 Храма, множеством других трагических событий, по легенде изгнание Адама и Евы произошло именно в этот день).  Этот термин также используется для обозначения еврейских панихид (грустных стихов) или элегий, как в Библии, так и в более поздних стихах, которые традиционно читаются евреями на Тиша бе-Ав. Траурные строфы, произносимые на Тиша бе-Ав, содержат описание многих бед, которые происходили с еврейским народом на протяжении поколений, начиная с разрушения Первого и Второго Храмов и других печальных исторических событий в судьбе еврейского народа.  Траурные слова произносятся после чтения Книги Плача, в которой описывается разрушение Первого Храма.
А.Е. Кузнецов (доктор философии, Израиль).
Комментарий на иврите.
קינות לתשעה באב הן קינות הנאמרות בליל תשעה באב ובבוקרו. תוכנן הוא תיאור צרות רבות שהתרחשו במהלך הדורות לעם היהודי, החל מחורבן בית המקדש הראשון, חורבן בית שני, ואירועים היסטוריים נוספים. הקינות נאמרות בהמשך לקריאת מגילת איכה, המתארת את חורבן בית המקדש הראשון.
Плач на Тиша бе-Ав – это плач, произносимый в ночь на Тиша бе-Ав и утром. Он был призван описать множество бед, которые случались с еврейским народом на протяжении поколений, начиная с разрушения первого Храма, разрушения второго Храма и других исторических событий. Плач произносится после чтения Книги Плача, в которой описывается разрушение Первого Храма.